# Molly Smitten-Downes
Molly Alice Smitten-Downes, znana głównie jako Molly (ur. 2 kwietnia 1987 w Rothley, Leicestershire w Anglii) – brytyjska piosenkarka, autorka tekstów, kompozytorka, reprezentantka Wielkiej Brytanii podczas 59. Konkursu Piosenki Eurowizji w 2014 roku.

## Życiorys

### Dzieciństwo, edukacja
Molly uczęszczała do katolickiej szkoły przy Klasztorze Matki Bożej w Loughborough, studiowała muzykę na uczelni w Leicester oraz w Akademii Muzyki Współczesnej w Guildford, Surrey. Swoją przygodę z występami na scenie zaczęła w wieku ośmiu lat. Poza śpiewaniem, gra na pianinie.

### 2011–2013: Początki kariery
Debiutancką płytą Molly był akustyczny minialbum Fly Away with Me, który został wydany 18 grudnia 2011. Wydawnictwo promował singiel „Shadows”, który wokalistka nagrała we współpracy z raperem Danielem „Margerem” Thomasem.
W 2012 roku Molly wygrała nagrodę w kategorii Urban/Pop podczas ceremonii Live and Unsigned, w tym samym roku zaśpiewała gościnnie w numerze „Never Forget” producenta Darrenna Stylesa. W 2013 roku otrzymała statuetkę za Najlepszy utwór („Beneath the Lights”) podczas The Best Of British Unsigned Music Awards 2013. Nagrodzona piosenka została nagrana ze szwedzkim producentem muzycznym Andersem Hanssonem i wydana w kwietniu 2013 roku pod nazwą projektu Dream Beats.

### Od 2014: Konkurs Piosenki Eurowizji
Brytyjski nadawca publiczny BBC ogłosił 3 marca 2014 roku, że Molly została wybrana wewnętrznie na reprezentantkę Wielkiej Brytanii podczas 59. Konkursu Piosenki Eurowizji z utworem „Children of the Universe”. Jak wyznała w jednym z wywiadów, piosenkę napisała, aby „przełamać bariery polityczne”. Wokalistka wystąpiła w finale konkursu, który został zorganizowany 10 maja w Kopenhadze, zajęła w nim ostatecznie 17. miejsce, zdobywając 40 punktów.

## Dyskografia

### Extended plays
| Rok  | Dane dot. albumu                                                                         |
| ---- | ---------------------------------------------------------------------------------------- |
| 2011 | Fly Away with Me - Wydany: 18 grudnia 2011 - Wytwórnia: Molly - Format: digital download |

### Single
| Rok                                                      | Tytuł                                   | Najwyższe pozycje na listach | Najwyższe pozycje na listach | Najwyższe pozycje na listach | Najwyższe pozycje na listach | Najwyższe pozycje na listach | Najwyższe pozycje na listach | Najwyższe pozycje na listach |
| Rok                                                      | Tytuł                                   | UK                           | AUT                          | BEL                          | DEN                          | GER                          | IRE                          | SWI                          |
| -------------------------------------------------------- | --------------------------------------- | ---------------------------- | ---------------------------- | ---------------------------- | ---------------------------- | ---------------------------- | ---------------------------- | ---------------------------- |
| 2013                                                     | „Beneath the Lights” (oraz Dream Beats) | –                            | –                            | –                            | –                            | –                            | –                            | –                            |
| 2014                                                     | „Children of the Universe”              | 23                           | 63                           | 89                           | 37                           | 94                           | 36                           | 63                           |
| 2014                                                     | „Lock Up Your Daughter”                 | –                            | –                            | –                            | –                            | –                            | –                            | –                            |
| „–” oznacza, że singel nie był notowany na danej liście. |                                         |                              |                              |                              |                              |                              |                              |                              |

#### Z gościnnym udziałem
| Rok  | Tytuł                                          | Album            |
| ---- | ---------------------------------------------- | ---------------- |
| 2011 | „Shadows” (Marger feat. Molly)                 | Fly Away with Me |
| 2013 | „Never Forget You” (Darren Styles feat. Molly) | –                |